# Ernesto Mascheroni
Ernesto Mascheroni (* 21. November 1907 in Montevideo; † 3. Juli 1984 ebenda) war ein uruguayisch-italienischer Fußballspieler.

## Vereinskarriere
Er spielte 1927 in Uruguay für Bella Vista. 1931 stand er erneut in der Primera División für Olimpia Montevideo auf dem Platz und wechselte 1932 zu Peñarol Montevideo. Dort blieb er bis 1934, um anschließend nach Italien zu übersiedeln. Dort schloss er sich AS Ambrosiana, dem heutigen Inter Mailand an. 1936 kehrte er nach Uruguay zurück und war bis 1940 erneut Teil der Mannschaft von Peñarol, mit denen er insgesamt dreimal uruguayischer Landesmeister wurde (1932, 1937 und 1938).

## Nationalmannschaft
Der Abwehrspieler war Mitglied der uruguayischen Fußballnationalmannschaft. Insgesamt absolvierte er von seinem Debüt am 21. Juli 1930 bis zu seinem letzten Einsatz am 12. Februar 1939 13 Länderspiele für die Celeste genannte Nationalmannschaft seines Heimatlandes; ein Torerfolg war ihm dabei nicht vergönnt. Bei der Fußball-Weltmeisterschaft 1930 gehörte er dem uruguayischen Aufgebot an und gewann den Weltmeistertitel bei der erstmaligen Austragung dieses Turniers. Zusammen mit Pablo Dorado war er dabei der jüngste Spieler in der Mannschaft Uruguays. Auch an den Südamerikameisterschaften 1929 und 1939 nahm er teil.
Überdies kam er im Jahr 1935 in zwei Länderspielen für die italienische Nationalmannschaft zum Einsatz und gewann mit Italien den Europapokal der Nationalmannschaften 1933–1935.

## Erfolge
- Uruguayischer Meister: 1932, 1937, 1938
- Weltmeister: 1930
- Europapokal der Nationalmannschaften: 1933–1935